# Battle royale (jogos eletrônicos)
Battle royale (em tradução literal: batalha real) é um gênero de jogo eletrônico que mistura elementos de exploração, sobrevivência, e procura de equipamentos e de armas, encontrados em um jogo de sobrevivência com a jogabilidade encontrada em um jogo de último sobrevivente. Os jogos de batalha real desafiam um grande número de jogadores, começando com um equipamento mínimo, a procurar armas e armaduras e eliminar os outros oponentes enquanto evitam ficar presos fora de uma "área segura" que encolhe com o tempo, com o vencedor sendo o último competidor a sobreviver no jogo. O nome do gênero é tirado do romance japonês Battle Royale, que apresenta um tema semelhante, de uma competição com o objetivo de ser o último a sobreviver em uma zona de jogo que vai encolhendo cada vez mais.
As origens do gênero surgiram de mods para jogos de sobrevivência online de larga escala como Minecraft e ARMA 2, antes de tornarem-se jogos independentes. Enquanto PlayerUnknown’s Battlegrounds, lançado em 2017, não foi o primeiro jogo de batalha real, sua rápida popularidade, com mais de 25 milhões de unidades vendidas no final de 2017, popularizou o formato batalha real. Entretanto há relatos de mods Battle Royale para Half life desde 2004.
Um dos jogos mais populares de Battle Royale é o Fortnite.[carece de fontes?]

## Conceito
Em uma partida do gênero de batalha real participam um grande número de jogadores individuais, ou pequenos esquadrões (tipicamente com até quatro ou cinco jogadores). O objetivo é ser o último jogador ou equipe a sobreviver, eliminando todos os outros. Uma partida começa com os personagens distribuídos em um grande espaço do mapa, de maneira aleatória ou permitindo que os jogadores tenham algum controle da seleção do lugar onde eles começam. Todos os jogadores começam com um equipamento mínimo, não dando a nenhum uma vantagem implícita no início, apenas sendo permitido mudar a aparência de seu personagem. Distribuídos aleatoriamente em torno do mapa estão armas, armaduras, veículos e outros itens que são benéficos para combate e sobrevivência. Os jogadores precisam procurar por esses itens, evitando ser morto por seus adversários. Equipamentos de jogadores eliminados podem ser saqueados. A "área segura" do mapa diminui em tamanho em torno de um lugar selecionado aleatoriamente ao longo da partida, forçando os jogadores sobreviventes a se aproximarem desses lugares e aumentando a chance de encontros. Aqueles apanhados fora desta área segura sofrem danos e eventualmente morrem se não voltarem a entrar na área segura. Normalmente, os competidores recebem apenas uma vida para jogar; qualquer jogador que morra não tem permissão para reaparecer. Jogos com suporte a equipe podem permitir que os jogadores entrem em um estado temporário de quase morte quando a vida estiver esgotada, dando aos aliados a oportunidade de revivê-los antes que eles desistam ou sejam eliminados por um oponente. A partida termina quando apenas um jogador ou equipe sobreviver, e o jogo geralmente dá algum tipo de recompensa (moeda virtual para mais itens cosméticos) para todos os jogadores com base em quanto tempo eles sobreviveram.
A natureza aleatória do ponto de início, a colocação dos itens e a redução da área segura leva o gênero de batalha real a desafiar os jogadores a pensar e reagir rapidamente e a melhorar a elaboração de estratégias ao longo da partida para ser o último homem/equipe a sobreviver.
Além dos jogos autônomos, o conceito de batalha real também pode estar presente como parte de um dos vários modos de jogo dentro de um jogo maior, ou pode ser aplicado como um mod criado por usuário para outro jogo.
Existem várias modificações que podem ser implementadas no topo dos fundamentos da batalha real. Por exemplo, o Fortnite introduziu um modo de jogo chamado 50 versus 50 em seu jogo gratuito Fortnite Battle Royale; Os jogadores são atribuídos a uma das duas equipes e trabalham com seus colegas de equipe para coletar recursos e armas para a construção de fortificações à medida que a área segura do jogo diminui, com o objetivo de eliminar todos os jogadores da outra equipe.

## História
Em 1986, foi lançado o filme Highlander, em que imortais são atraídos a batalhar uns contra os outros, para um prêmio final. A cada morte de um participante, o que mata se torna mais forte, adquirindo os poderes daquele que morre.
Em 1999 foi publicado o romance japonês Battle Royale de Koushun Takami. A história se passa em um futuro fictício do Japão controlado por um governo totalitário que a cada ano uma turma do ensino médio é escolhida e seus alunos são forçados a lutar uns contra os outros até a morte, podendo restar apenas um sobrevivente.
Os elementos de formulação de gênero batalha real é o modo de jogo com regras do gênero último sobrevivente permanecem como um elemento essencial frequente de jogos de ação online multiplayer, embora geralmente com menos jogadores totais, enquanto elementos de procura e sobrevivência em um grande mapa de mundo aberto foram popularizados através de jogos de sobrevivência.
Pouco depois do lançamento do filme The Hunger Games em 2012, dois modos de batalha, um modo de batalha real chamado Survival Games (SG) e outro chamado Hunger Games (também conhecido como Hardcore Games, ou apenas HG) foram desenvolvidos para o Minecraft. Survival Games inspira-se no filme, inicialmente colocando jogadores no centro do mapa perto de um conjunto de baús contendo equipamentos. Quando o jogo começa, os jogadores podem competir para pegar os recursos centrais ou espalharem-se para encontrar itens armazenados em baús espalhados pela área de jogo. Os jogadores mortos são eliminados e o último jogador sobrevivente ganha a partida. Porém no jogo Pokemon Humble Blast lançado em 2011 pela Nintendo para 3DS inclui a modalidade Battle Royale[carece de fontes?] que acaba por deixar uma origem duvidósa sobre sua origem como gênero já independente.
As aparências subseqüentes do modo de jogo incluem mods para o jogo DayZ, lançado inicialmente como um mod para ARMA 2. Dentro do DayZ, os jogadores lutam em cooperação ou contra o outro para obter os items básicos para continuar vivendo em um mundo aberto preenchido com vários perigos. Esses jogos foram projetados para incluir encontros de jogador contra jogador, mas geralmente esses eventos foram infreqüentes devido ao tamanho do mapa do jogo e à persistência do mundo do jogo. Isso levou ao desenvolvimento de mods de jogos que sacrificaram o mundo aberto do ARMA 2/DayZ em favor de se concentrar em interações hostis mais freqüentes entre os jogadores para determinar o eventual vencedor.
Um desses jogos foi o mod Battle Royale para ARMA 2/DayZ, desenvolvido por Brendan Greene, conhecido por seu apelido on-line, "PlayerUnknown", e lançado pela primeira vez em 2013. Este mod foi inspirado diretamente pelo filme japonês de 2000 Battle Royale, que contou a história de um número de estudantes transportados para uma ilha e forçados a combater uns aos outros para ser o único sobrevivente, emprestando o nome do mod. No caso de Greene, para diferenciar sua oferta de mods inspirados em Hunger Games, ele projetou o mod para dispersar aleatoriamente armas ao redor do mapa em vez de um repositório central. Greene atualizou este modo para ARMA 3 quando a equipe do DayZ optou por lançar seu jogo como um título autônomo. Greene continuou a adotar seu formato como consultor para H1Z1: King of the Kill antes de se tornar o desenvolvedor criativo na Bluehole de um jogo independente que representa a sua visão do gênero batalha real, o PlayerUnknown’s Battlegrounds. Enquanto Battlegrounds não era o primeiro jogo do gênero batalha real, seu lançamento em acesso antecipado em março de 2017 chamou muita atenção, vendendo mais de vinte milhões de unidades até o final do ano, e é considerado o jogo definidor do gênero. Em setembro de 2017, o jogo quebrou o recorde anterior para o maior número de jogadores concorrentes, com 1.348.374 jogadores no jogo simultaneamente. O crescimento explosivo de Battlegrounds e a forma como estabeleceu o gênero batalha real foram considerados uma das principais tendências no setor de videogames em 2017.
Tanto antes quanto perto do lançamento do Battlegrounds, os jogos de outros desenvolvedores inspiraram-se em mods de estilo batalha real, bem como a popularidade da série de filmes The Hunger Games, que estreou pela primeira vez em 2012. O ARK: Survival Evolved, do Studio Wildcard, introduziu o seu modo de jogo "Survival of the Fittest " em julho de 2015, que foi orientado para ser usado para torneios de eSports. O modo foi temporariamente separado como um jogo independente gratuito para jogar durante 2016 antes que os desenvolvedores optassem por fundi-lo novamente ao jogo principal para facilitar a manutenção do jogo em geral. The Culling, da Xaviant Studios, foi lançado em acesso antecipado em 2016, e foi projetado para ser um modo do genêro batalha real amigável para streamers para ser jogado por 16 jogadores. No entanto, após o lançamento do Battlegrounds, The Culling perdeu grande parte da sua base de jogadores, e poucos meses depois de lançar a versão completa do jogo, a Xaviant anunciou que eles estavam encerrando o desenvolvimento para se concentrarem em outros projetos. A popularidade do Battlegrounds criou um novo interesse no gênero batalha real. Numerosos jogos que copiaram a jogabilidade fundamental do Battlegrounds apareceram na China, pouco depois do lançamento do Battlegrounds. O Grand Theft Auto Online ganhou um modo batalha real durante uma atualização de agosto de 2017. Paladins adicionou um modo batalha real em janeiro de 2018, nomeando-o "Battlegrounds", em referência ao conceito de encontros de jogador contra jogador em um campo de batalha de MMO anteriores, em vez de copiar o PlayerUnknown's Battlegrounds.
A Epic Games lançou o Fortnite, um jogo cooperativo de sobrevivência, para acesso antecipado perto do lançamento de Battlegrounds. A Epic viu o potencial de criar seu próprio modo batalha real e, em setembro de 2017, lançou o Fortnite Battle Royale, gratuito para jogar, que combinava alguns dos elementos de sobrevivência e mecânicas do jogo principal Fortnite com o conceito de jogo batalha real. O jogo tem alcançado uma contagem de jogadores similar a do Battlegrounds, com vinte milhões de jogadores únicos relatados pela Epic Games até novembro de 2017. A Bluehole expressou sua preocupação com este movimento, a menor devido a ser um clone de Battlegrounds, e a maior devido a eles estarem trabalhando com a Epic Games para obter suporte técnico do Unreal Engine em Battlegrounds, e, assim, eles estavam preocupados que o Fortnite pode ser capaz de incluir recursos planejados para o seu modo batalha real antes que eles pudessem liberar aqueles em Battlegrounds.

## Exemplos de jogos
- Bomberman
- PlayerUnknown’s Battlegrounds
- Fortnite Battle Royale
- Apex Legends
- DayZ
- H1Z1
- Garena Free Fire
- Call of Duty: Mobile
- Call of Duty: Warzone
- Minecraft Survival Games / Hunger Games
- CrossFire: Legends
- Cyber Hunter
- Spellbreak